# الخليف (الجوف)
الخليف هي إحدى قرى الجمهورية اليمنية. وهي تتبع جغرافيًا لمحافظة الجوف. وإداريًا لمديرية خراب المراشي. يبلغ تعداد سكانها 1719 نسمة حسب الإحصاء الذي أجري عام 2004.